# Maidy Koch
Luise Elisabeth Bertha Koch (Pseudonym: Maidy Koch), verheiratete Luise Meyer (* 12. Juni 1875 in Freiburg im Breisgau; † 25. Mai 1966 in Rottweil) war eine deutsche Lyrikerin und Dramatikerin. Sie lebte als Ehefrau des Brauereibesitzers Meyer in Riegel am Kaiserstuhl.

## Werke
- Dämmerung, Gedichte (1900)
- Magdalena v. Sydow, Drama (1900)
- … es ist nicht leicht … (1901)
- Julinacht (1901)
- Ein Totentanz, Drama (1901). Ein Drama um den Humanisten Philipp Engelbrecht.
- Vergangenheit: Bilder aus der Geschichte des Oberrheins (1923, Reprint 2012)
- Der verrostete Ritter (1951)
- Text zu dem musikalischen Werk Jos Fritz von Alexander Adam (1900)